# بحيرة إيرفينغ
بحيرة إيرفينغ (بالإنجليزية: Lake Irving)‏ هي بحيرة في مقاطعة بلترامي في ولاية مينيسوتا، في الولايات المتحدة. البحيرة سميت باسم المؤلف الأمريكي واشنطن إيرفينغ.